# تغییر کاربری و جنگلداری

انتشار گازهای گلخانه‌ای به ازای هر فرد بر اساس کشور، از جمله تغییر کاربری زمین، در سال ۲۰۰۰ به گفته مؤسسه منابع جهانی

کاربری زمین، تغییر کاربری اراضی و جنگلداری (به انگلیسی: Land use, land-use change, and forestry)، که به عنوان جنگلداری و دیگر کاربری‌های زمین (به انگلیسی: Forestry and other land use (FOLU)) نیز شناخته می‌شود، به عنوان یک بخش موجودی گازهای گلخانه‌ای تعریف می‌شود که انتشار و حذف گازهای گلخانه‌ای ناشی از مستقیم انسان کاربری زمین مانند سکونتگاه‌ها و کاربری‌های تجاری، تغییر کاربری زمین و فعالیت‌های جنگلداری را پوشش می‌دهد.
تغییر کاربری و جنگلداری دارای پیامد بر چرخه جهانی کربن است و به همین دلیل، این فعالیت‌ها می‌توانند دی‌اکسید کربن (یا به‌طور کلی‌تر کربن) را در جو اضافه یا حذف کنند و بر آب و هوا تأثیر بگذارند. تغییر کاربری و جنگلداری موضوع دو گزارش عمده توسط هیئت بین‌دولتی تغییر اقلیم (IPCC) بوده است، اما اندازه‌گیری آن دشوار است: ۱۲ علاوه بر این، کاربری زمین برای تنوع زیستی اهمیت حیاتی دارد.

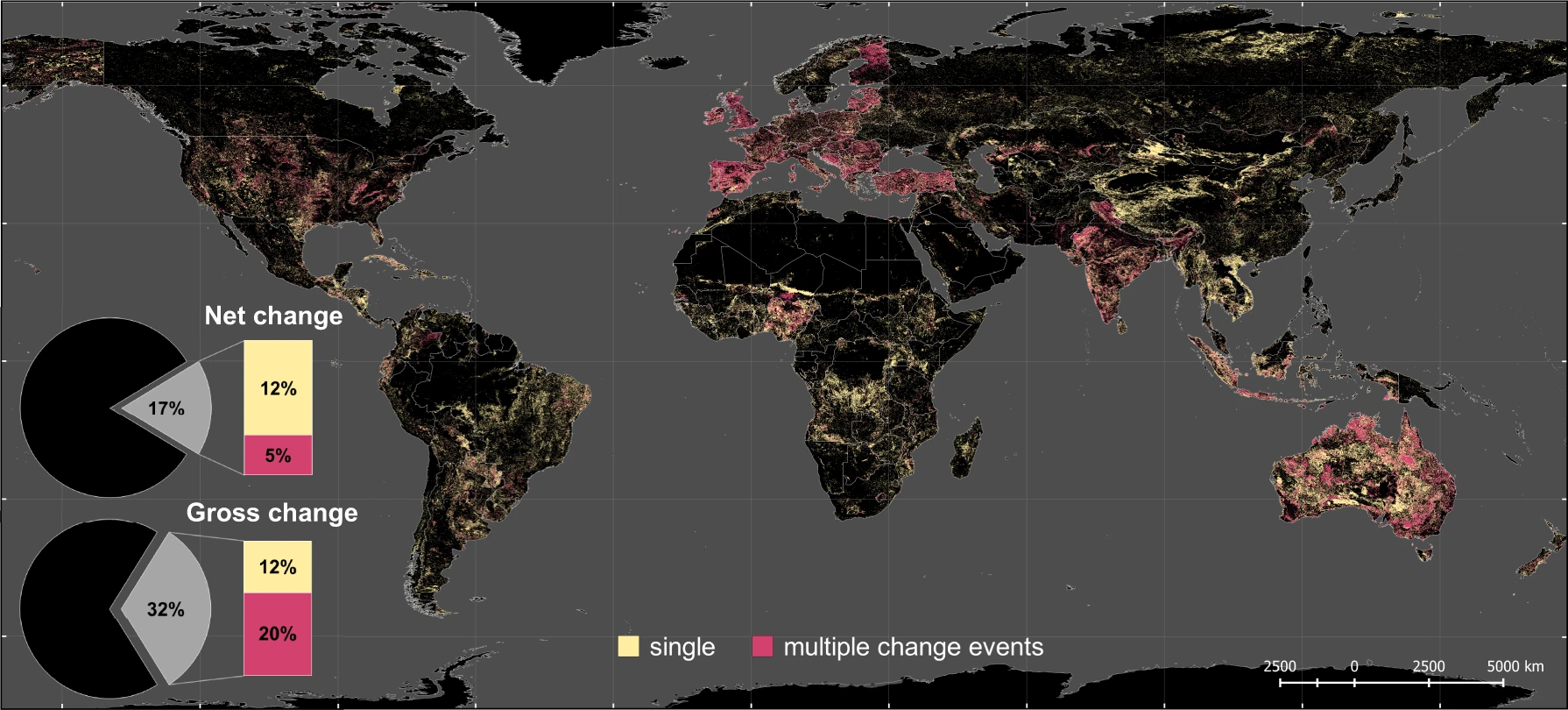
سهم کل سطح زمین بدون و با توجه به تغییرهای چندگانه بین شش دسته اصلی کاربری زمین / پوشش (مناطق شهری، کشتزار، چراگاه / مرتع، جنگل، چمن / بوته‌های مدیریت‌نشده، زمین‌های بی‌گیاه / گیاهان پراکنده) در سال ۱۹۶۰–۲۰۱۹

یک اصطلاح مرتبط در زمینه کاهش تغییر اقلیم AFOLU است که مخفف «کشاورزی، جنگلداری و دیگر کاربری‌های زمین» است. : 65 
در سال ۲۰۲۱، پروژه جهانی کربن، انتشار سالانه تغییر کاربری زمین را ۲٫۶ ± 4.1 Gt CO2
```
(CO
2

نه کربن: 1 Gt کربن = 3.67 Gt CO
2
```

) برای سال‌های ۲۰۱۱–۲۰۲۰ برآورد کرد.
بخش کاربری زمین برای دستیابی به هدف توافق پاریس برای محدود کردن گرمایش جهانی به ۲ تغییر درجه سلسیوس (۳٫۶ تغییر درجه فارنهایت) ضروری است.